# 鈴木和夫
鈴木 和夫（、1937年（昭和12年）1月18日 - 没年不詳）は、昭和時代中期から後期にかけて活動していた日本の元・俳優。東京府東京市（現・東京都）出身。

## 来歴・人物
学生時代から俳優として活動。1954年（昭和29年）、劇団俳優座養成所に入所。1960年（昭和35年）、東京俳優生活協同組合に所属。1961年（昭和36年）に東宝と契約し、映画作品に数多く出演。特撮映画では悪役を演じることが多かった。
東宝の専属を離れた後は、T&5アーツを経て、熊沢プロダクションに所属。
主にテレビドラマに活動の場を移し、刑事ドラマ・特撮ドラマに多数出演し、レギュラー出演作としては『仮面ライダースーパー1』の悪役・幽霊博士役が知られる。
1984年（昭和59年）以降の芸能界活動は確認されておらず、元・東宝の監督で、多くの俳優と親交があった小谷承靖の証言によると、既に故人であるという。

## 出演作品

### 映画
- 坊っちゃん（1953年）[2]
- 怒りの孤島（1958年、松竹）[2]
- 無法松の一生（1958年、東宝）- 吉岡敏雄の友人　ノンクレジット
- 青い野獣（1960年、東宝）
- 若い狼（1961年、東宝）- 福井桂一郎
- 若大将シリーズ（東宝）
  - 大学の若大将（1961年） - 青大将の友人・太田
  - 銀座の若大将（1962年） - 城東大の拳闘部員・山口
  - 日本一の若大将（1962年） - 京南大のマラソン部員・田代
  - 俺の空だぜ！若大将（1970年）- 養豚業者
- ゴジラシリーズ（東宝）
  - キングコング対ゴジラ（1962年） - 野次馬A[11][5]
  - 三大怪獣 地球最大の決戦（1964年） - 暗殺団[出典 3]
  - 怪獣大戦争（1965年） - 世界教育社社員C[12]（X星人[5]）
  - ゴジラ・エビラ・モスラ 南海の大決闘（1966年） - カヌーで逃げる原住民2[13][5]
  - 怪獣島の決戦 ゴジラの息子（1967年） - 気象観測機操縦士[13][5]
  - 怪獣総進撃（1968年） - コントロールセンター所員B[13][5]
  - ゴジラ・ミニラ・ガバラ オール怪獣大進撃（1969年） - 強盗犯奥田[出典 4]
  - メカゴジラの逆襲（1975年） - 宇宙人A[13]（ブラックホール第3惑星人[2]、侵略部隊員[5]）
- 天国と地獄（1963年、東宝）- 麻薬中毒者[注釈 3]
- クレージー映画（東宝）
  - クレージー作戦 くたばれ!無責任（1963年） - よろずや伝兵衛
  - クレージーだよ奇想天外（1966年）- 大商化学社員
  - クレージーだよ天下無敵（1967年）- TPOテレビの番組
  - クレージー黄金作戦（1967年）- 東朝新聞記者
  - クレージーの怪盗ジバコ（1967年）- パトカーの警官
  - クレージーの殴り込み清水港（1970年） - 大瀬半五郎
  - 日本一のワルノリ男（1970年）- 世界の陶芸社員
  - 日本一のショック男（1971年）- キャバレー“ポルノ”のボーイ
  - 喜劇 泥棒大家族 天下を盗る（1972年）- 鹿三（猪の吉の弟分）
- 江分利満氏の優雅な生活（1963年、東宝）
- 今日もわれ大空にあり（1964年、東宝）
- ああ爆弾（1964年、東宝）
- 君も出世ができる（1964年、東宝）
- 赤ひげ（1965年、東宝）[注釈 3]
- 太平洋奇跡の作戦 キスカ（1965年、東宝）
- キングコングの逆襲（1967年） - ドクター・フーの手下[2]
- その人は昔（1967年、東宝）
- ドリフターズですよ!シリーズ - 銀
  - ドリフターズですよ!前進前進また前進（1967年、東宝）
  - ドリフターズですよ!冒険冒険また冒険（1968年、東宝）
- 狙撃 (1968年)
- 東宝8.15シリーズ
  - 連合艦隊司令長官 山本五十六（1968年、東宝）
  - 日本海大海戦（1969年、東宝）
  - 激動の昭和史 軍閥（1970年、東宝）
  - 激動の昭和史 沖縄決戦（1971年、東宝） - 脳症の兵[13]
- 愛のきずな（1969年、東宝）
- 野獣都市（1970年、東宝）
- だまされて貰います（1971年、東宝）
- 王将（1973年、東宝）
- ゴキブリ刑事（1973年、東宝）
- 日本侠花伝（1973年、東宝）
- 日本沈没（1973年、東宝）
- ルパン三世 念力珍作戦（1974年、東宝）

### テレビドラマ
- ウルトラシリーズ（TBS / 円谷プロ）
  - ウルトラQ 第2話「五郎とゴロー」（1966年） - 五郎[2]
  - ウルトラマン
    - 第11話「宇宙から来た暴れん坊」（1966年） - カメラマン
    - 第37話「小さな英雄」（1967年） - 警官

  - ウルトラセブン（1967年）
    - 第2話「緑の恐怖」 - 郵便配達人
    - 第11話「魔の山へ飛べ」 - 警察官
- 快獣ブースカ（1967年、NTV / 円谷プロ）
  - 第9話「ブースカの大冒険」 - 海賊姿の強盗
  - 第27話「ブースカ対チャメゴン!」 - 楽器店店主
  - 第37話「ナイナイ寺はドッキリ!」 - コラショ
- 戦え! マイティジャック 第17話「逃げたぞ それ行け つかまえろ!!」（1968年、CX / 円谷プロ） - 悪党（Qの配下）
- 東京バイパス指令 第19話「基地の狼」（1969年、NTV / 東宝）
- 流星人間ゾーン 第18話「指令『日本列島爆破せよ』」、第19話「命令『Kスイ星で地球をこわせ』」（1973年、NTV / 東宝） - レッドガロガ[注釈 4]
- スーパーロボット レッドバロン 第23話「宇宙からの挑戦状」、第24話「破れ! 宇宙の必殺兵器」（1973年、NTV / 宣弘社） - エンジェルキリー
- 太陽にほえろ!（NTV / 東宝）
  - 第56話「その灯を消すな!」（1973年） - 「ぼたん」店主
  - 第86話「勇気ある賭け」（1974年） - チンピラ
  - 第415話「ドクター刑事登場!」（1980年） - 江島庄次
- 剣客商売 第16話「御老中毒殺」（1973年、CX / 東宝 / 劇団俳優座） - スリ※加藤剛版
- ダイヤモンド・アイ 第22話「ヒメコブラ大死闘」（1974年、NTV / 東宝） - ガムロ
- 白い牙 第24話「復讐の呼び声」（1974年、NTV / 大映テレビ）
- 傷だらけの天使 第12話「非情の街に狼の歌を」（1974年、NTV / 東宝）
- 大江戸捜査網（12ch→TX / 三船プロ）
  - 第145話「無宿人仁義」（1974年） - 米吉
  - 第210話「燃える屍」（1975年）
  - 第219話「渡世人 命の捨て場」（1975年）
  - 第316話「恋なさけ捨身の木遣唄」（1977年） - 久六
  - 第334話「むすめ隠密涙の旅立ち」（1978年）
  - 第355話「錠前破り男の挽歌」（1978年）
  - 第368話「高利貸し百一文の陰謀」（1978年） - 市兵衛
  - 第377話「罪なき必死の逃亡者」（1979年） - 弥助
  - 第393話「宿無し少年と女掏摸」（1979年） - 才次
  - 第489話「おんな湯殺人事件」（1981年） - 大田黒一家の一員
  - 第556話「井戸掘り異聞 殺しの水脈」（1982年） - 浪六
- 日本沈没 第22話「折れ曲がる、日本列島」（1975年、TBS / 東宝） - 岸本（大浦岬灯台職員）
- 破れ傘刀舟悪人狩り 第64話「悪徳の勲章」（1975年、NET / 三船プロ）
- 特別機動捜査隊（NET / 東映）
  - 第732話「捨て子の詩」（1975年） - 戸川
  - 第744話「地獄を見た」（1976年） - 男A
  - 第756話「悪魔の暴走」（1976年） - フロント
  - 第758話「愛情の海」（1976年） - フロント
  - 第761話「明暗友情ブルース」（1976年） -  鉄次
  - 第789話「新春危機一髪」（1977年） - 作業員
  - 第795話「愛の終着駅」（1977年） - 黒沢
- いろはの"い" 第12話「そむく娘たち」（1976年、NTV / 東宝）
- 破れ奉行（1977年、ANB / 中村プロ）
  - 第7話「復讐!汐見橋の女」 - 佐吉
  - 第37話「梅の一八三三の女」 - 紋次
- 特捜最前線（ANB / 東映）
  - 第31話「浅草・愛と逃亡の街」（1977年）
  - 第163話「ああ三河島・幻の鯉のぼり!」（1980年）
  - 第188話「プラットホーム転落死事件!」（1980年）
- 達磨大助事件帳（1978年、ANB / 前進座 / 国際放映）
  - 第17話「地獄の沙汰も銭」 - 亀田
  - 第29話「泣くな妹よ」 - かまいたちの又六
- 大追跡 第11話「女豹が跳んだ」（1978年、NTV / 東宝）
- 破れ新九郎（1978年、ANB / 中村プロ）
  - 第6話「地獄の白州は快刀乱麻!」 - 源次
  - 第7話「通り雨ならお命頂戴」 - 植木半蔵
- 若さま侍捕物帳 第13話「参上!! 赤い影法師」（1978年、ANB / 国際放映）
- 江戸の渦潮 第11話「虹を渡る浪人」（1978年、CX / 東宝）
- 江戸の旋風シリーズ（CX / 東宝）
  - 同心部屋御用帳 江戸の旋風IV 第3話「片面打ちの仁義」（1978年）
  - 同心部屋御用帳 新・江戸の旋風 第1話「誓いの八丈太鼓」（1980年） - 銀次
- 伝七捕物帳 第4話「あに、いもうと」（1979年、ANB / 国際放映）
- 江戸の牙 第4話「逆転! 八万両の行方」（1979年、ANB / 三船プロ） - 仙吉
- 西部警察シリーズ（ANB / 石原プロ）
  - 西部警察
    - 第4話「マシンガン狂詩曲」（1979年） - 北田の部下
    - 第22話「少年」（1980年） - 青木勝
    - 第26話「友情の捜査線」（1980年） - 梅島
    - 第33話「聖者の行進」（1980年） - 木島一郎
    - 第39話「消えた大門軍団」（1980年） - 村野イサオ
    - 第48話「別離のブランデーグラス」（1980年） - 橘和夫
    - 第64話「九州横断大捜査網!! -前編-」（1981年） - 高沢
    - 第85話「男の償い」（1981年） - 売人
    - 第96話「黒豹刑事リキ」（1981年） - 須藤（シャブ売人）
    - 第111話「出動命令・特車"サファリ"」（1982年） - 植木太吉
    - 第124話「-木暮課長- 不死鳥の如く・今」（1982年） - 清水

  - 西部警察 PART-II
    - 第1話「大門軍団・激闘再び」（1982年） - 立花の仲間
    - 第20話「明日への挑戦」（1982年） - 今井朝吉
    - 第30話「別離（わかれ）のラストフライト」（1983年） - 元・情報屋

  - 西部警察 PART-III 第12話「二人だけの戦争」（1983年） - 梅沢三郎
- そば屋梅吉捕物帳 第15話「遠山桜を狙う奴」（1980年、12ch / 国際放映） - 仙波陣十郎
- 非情のライセンス 第3シリーズ 第10話「兇悪の標的・ガラスの女」（1980年、ANB / 東映） - 杉山
- 旅がらす事件帖 第20話「激突! 恐怖の阿修羅太鼓」（1981年、KTV / 国際放映） - 茂助
- 仮面ライダースーパー1 第23話「不死身の帝王テラーマクロの正体は?」 - 第47話「黄金の雨! 幽霊博士最後のワナ!!」（1981年、MBS / 東映） - 幽霊博士[2][4]
- プロハンター 第24話「ロンリー・ハート」（1981年、NTV / セントラル・アーツ）
- 大戦隊ゴーグルファイブ 第9話「地獄のキノコ村」（1982年、ANB / 東映） - 御館様（離れ村の最高権力者）
- 鬼平犯科帳 第3シリーズ 第18話「大川の隠居」（1982年、ANB / 東宝） - 弥助
- 暴れ九庵 第4話「せつない女、ふたり」（1984年、KTV / 東宝） - 与六